# Beang Onong
Beang Onong is een bestuurslaag in het regentschap Alor van de provincie Oost-Nusa Tenggara, Indonesië. Beang Onong telt 729 inwoners (volkstelling 2010).